# Anatemnus tonkinensis vermiformis
Anatemnus tonkinensis vermiformis es una subespecie de arácnido del orden Pseudoscorpionida de la familia Atemnidae.

## Distribución geográfica
Se encuentra en la India y Tailandia.